# 失踪人捜索班 消えた真実
『失踪人捜索班 消えた真実』（しっそうにんそうさくはん きえたしんじつ）は、2025年4月11日から6月6日までテレビ東京系の「ドラマ9」にて放送されたテレビドラマ。主演は町田啓太。

## あらすじ
自宅に帰る城崎達彦。そこには妻である城崎恵子の姿がない。つい先ほどまでここにいたように見受けられる部屋には恵子が家を出ることになった理由も痕跡も見当たらない。まるで強制的に連れ去られたのではないかと思うほど突然の事象に直面する。
恵子の所在が全くわからない達彦は、失踪人の捜索を専門とする探偵社を立ち上げる。そこには、どんな役でもこなし潜入捜査をする間宮凛子、ハッキングさえもいとも容易く行う清水透一郎、軽さも目立つが根はまじめな新人刑事時代上司の仲根将がメンバーとして加わる。そして、その探偵社は、恵子を捜し出すためでもある。
恵子の同僚である深町克英が恵子が失踪した日に死亡していた事実が判明する。ただの偶然か、それとも何かの事件に巻き込まれたのではないか。不安が募る。
捜査一課時代のバディである笹塚晋平も捜索に協力してくれるものの警察組織としては捜索には積極的ではない。笹塚の上司の奥澤賢吾にいたっては捜索そのものをやめさせようと笹塚に警告する。
恵子の失踪に警察組織が関与しているのではないか、黒幕が警察組織にいるのでないかと笹塚は考えるが、あえて笹塚は捜索を続ける。
一筋縄ではいかない領域においては、法務省副大臣秘書の羽鳥文夫がその立場生かし多方面から集めた情報を達彦に提供する。
恵子が深町と何かを調べていたこと、そこには表沙汰にはできない事柄が関わっていること、その事柄を隠そうと暗躍する人物がいること、少しずつ真相に近づくに連れメンバーにも捜索を妨げるような力が関わり始める。
恵子はどこにいるのか、恵子が調べていたこととは何か、調べていたことと失踪の理由がどう関わるのか、苦悩を抱えながらも達彦は失踪人捜索を案件をこなしながら恵子の捜索に邁進する。

## キャスト

### 主要人物
城崎達彦（しろさき たつひこ）
演 - 町田啓太
元警視庁捜査一課の刑事で、民間企業・失踪人捜索班のリーダー。刑事の仕事をやめた後、失踪案件専門の探偵社を立ち上げ、消えた最愛の妻・恵子を捜し出す。
笹塚晋平（ささづか しんぺい）
演 - 小泉孝太郎
警視庁捜査一課のエースで、捜査一課時代の城崎のバディ。警部。

### 失踪人捜索社
清水透一郎（しみず とういちろう）
演 - 菅生新樹
IT技術系の天才。
間宮凛子（まみや りんこ）
演 - 武田玲奈
元天才子役で、演技の達人。
仲根将（なかね しょう）
演 - 片桐仁
本職は私立探偵。仲根探偵事務所 代表。元刑事で笹塚の同期。新人時代の城崎の指導係。

### 周辺人物
城崎恵子（しろさき けいこ）
演 - 泉里香
達彦の妻。帝都通信社編集局第一社会部 契約記者。ある日、忽然と姿を消す。
奥澤賢吾（おくさわ けんご）
演 - 高橋克実
警視庁 捜査一課長。笹塚の上司。笹塚が恵子の捜索を続けていることをやめさせようとする。
深町克英
演 - 小久保寿人
帝都通信社編集局第一社会部 記者。城崎恵子の先輩。恵子が失踪した日に階段から転落して死亡する。
小野澤誠
演 - 冨家ノリマサ（第1話・第4話・第6話 - 最終回）
法務省 副大臣。
芝本功補
演 - 長谷川朝晴（第1話・第4話）
帝都通信社編集局第二社会部 デスク。深町と城崎恵子の件で笹塚に話を聞かれる。
羽鳥文夫（はとり ふみお）
演 - 光石研
小野澤の第一秘書。笹塚に依頼されてチームに協力する。

### ゲスト

#### 第1話
君嶋信也〈55〉
演 - 高嶋政伸
「日本理化大学」理工学部自然科学科化学専攻 教授。3月3日の午前の授業の後、突然姿を消す。深町の名刺入れに彼の名刺が入っていたため捜索対象となる。3ヶ月前から妻子と別居中。
君嶋里美
演 - 櫻井淳子
信也の妻。信也の不倫が発覚してから娘・友香と2人暮らし。
岩永
演 - 金子昇
「日本理化大学」理工学部自然科学科化学専攻 教授。
八井田馨
演 - 松本岳
君嶋信也を脅していた男。新宿を拠点とする反社勢力の元構成員。恐喝で2度の前科持ち。現在はバーの従業員。
店長
演 - 石井一彰
八井田馨が働いているバーのバーテンダー。
常連客
演 - 黄地裕樹
八井田馨が働いているバーの客。
佐藤千晶、原田あずさ、山瀬健太
演 - 三原羽衣、山本かりん、櫻井佑樹
君嶋信也のゼミ生。

大家
演 - 吉満寛人
君嶋信也が単身で住んでいるアパートの管理人。
君嶋友香
演 - 長島優月
信也と里美の娘。
犯人
演 - 野口幸一郎、堤絆兎、小関楼丸
冒頭で城崎と笹塚に捕まる犯人。
依頼人
演 - 松浦衣里
「仲根探偵事務所」に夫の浮気調査を依頼した女性。

#### 第2話
宝崎優悟〈35〉
演 - 小池徹平
真奈美の夫。「宝崎記念病院」内科部長、医師。
宝崎真奈美〈30〉
演 - 宮本茉由
優悟の妻。深町死亡と同時期に失踪しているため捜索対象になる。フォロワー50万人の美容・ファッション系インフルエンサー。妊娠している。
宝崎高子〈63〉
演 - 藤吉久美子
優悟の母。「宝崎記念病院」理事長。
江藤唯〈25〉
演 - 森日菜美（第3話）
クラブ「Luxuria」キャバ嬢。源氏名：ユキナ。深町死亡時の目撃証言をしている。
野上由利〈30〉
演 - ゆいかれん
真奈美の中学からの友人。海外勤務しているとの話だったが、羽鳥の調査で外務省欧州局西欧課の職員で、1年前から日本勤務であることがわかる。
津田諒太郎
演 - 高山孟久
「津田クリニック」院長。開業前は「宝崎記念病院」で働いていた。
黒服
演 - SHIGETORA（第3話）
クラブ「Luxuria」黒服。

#### 第3話
日野明〈72〉
演 - 笹野高史
失踪した元神奈川県会議員。羽鳥の恩人。
リラ / 相場りりか
演 - 岡田結実
日野明が指名していたクラブ「Luxuria」キャバ嬢。
河内亮平
演 - 半田周平
日野明の甥。
内藤正義〈当47〉
演 - 坪倉由幸（第4話・最終話）
「オリンポス警備保障」第二営業部営業推進課 課長。飛び降り自殺したとされている。
日野昌夫〈46〉
演 - 坂本七秋
明の息子。「菱峯エレクトロニクス販売会社」勤務。
日野理沙〈44〉
演 - 荻野友里
明の娘。エステサロン「BiBiD breath」勤務。
メグ、カナ
演 - 藤江萌、星乃まりな
クラブ「Luxuria」キャバ嬢。
仙波
演 - 中田陽菜子
内藤の事を証言する「オリンポス警備保障」社員。
刑事
演 - 新虎幸明
警視庁組織犯罪対策部 刑事。

#### 第4話
黒岩龍二
演 - 飯田基祐（第5話 - 最終話）
間宮と仲根のあとをつける男性。「失踪人捜索社」の動向を秘密裏に探る探偵。実は「オリンポス警備保障」長瀬社長の依頼で動いていた。クラブ「Luxuria」オーナー。
一ノ瀬徹〈50〉
演 - 山崎樹範（第5話）
「オリンポス警備保障」第二営業部営業推進課の内藤の後任課長。会社で折田に「俺は殺される」と言った後、突然失踪する。
内藤綾乃
演 - 片岡明日香（第5話・最終話）
正義の妻。夫は自殺などしない、と深町たちに訴え、調査してほしいと頼んでいた。
豊崎、井上
演 - 加瀬信行（第5話・第7話・最終回）、スチール哲平（第5話 - 最終回）
江藤唯が死亡した事件を捜査する刑事。
三井千佳、石田麻帆
演 - 後藤郁、福室莉音
「オリンポス警備保障」第二営業部営業推進課 社員。内藤の件で「失踪人捜索社」に呼ばれるが、一ノ瀬の失踪を相談する。
折田
演 - 武智健二
「オリンポス警備保障」第二営業部 所属で一ノ瀬の同期社員。
作業員
演 - 中込博樹
「オリンポス警備保障」社員。羽鳥の依頼で防犯カメラの不調を直しに来る。

#### 第5話
シェフ
演 - 大迫茂生
民泊施設「カップケーキ」経営者。民泊施設を始めた時に防犯設備を「オリンポス警備保障」に頼んでおり、それ以来一ノ瀬と付き合いがありよく泊まりにきていた、と話す。
飯島俊
演 - 石山順征
江藤唯の交際相手。クラブ「Luxuria」黒服。
担当者
演 - 別紙慶一
証券会社の「オリンポス警備保障」の上場担当者。
長瀬孝蔵
演 - 西岡德馬（第4話、第6話 - 最終話）
「オリンポス警備保障」社長。

#### 第6話
清水修一
演 - 戸田昌宏
透一郎の父。息子には迷惑をかけられているから関わりたくない、と語る。
鎌田俊樹〈38〉
演 - 武田航平（第7話・最終話）
「オリンポス警備保障」課長。長瀬社長の娘の夫。
斎藤康江、遠藤奈々美
演 - 中上サツキ、平川結月
「オリンポス警備保障」秘書課 社員。
記者
演 - 秋里由佳
長瀬にインタビューする「令和経済ジャーナル」の記者。
大崎道臣
演 - 津田寛治（第7話・最終話）
警視庁 刑事部長。笹塚の上司。

#### 第7話
望月朋美
演 - 古畑星夏（最終回）
「オリンポス警備保障」元社員。退職後、行方がわからなくなっている。退職直前に「内藤課長の死は自分のせい」と泣いていた。
望月朋美の母
演 - 大田沙也加（最終話）
八百屋を営んでいる。朋美とは連絡が取れず居場所もわからない、と凛子たちに話す。
主婦
演 - 松宮かんな
八百屋の客。
社員
演 - 松林慎司、杉山宗賢、園山敬介
早朝ミーティングに出席する社員。

#### 最終話
記者
演 - 篠崎彩奈
長瀬孝蔵の記者会見で質問する記者。
司会
演 - 荒川浩平
長瀬社長の記者会見の司会者。
側近
演 - 東憲一郎
長瀬孝蔵の側近。

円山太郎〈51〉
演 - 安田顕
失踪した「スワロウテイル証券」社長。警察からの要請で城崎らが捜索にあたる。

## スタッフ
- 脚本 - 小峯裕之、本村拓哉、木江恭[1]
- 音楽 - 信澤宣明[1]
- 主題歌 - THE JET BOY BANGERZ「まさか泣くとは思わなかった」（ソニー・ミュージックレーベルズ）[27]
- 警察監修 - 石坂隆昌
- チーフプロデューサー - 濱谷晃一（テレビ東京）[1]
- 監督 - 池澤辰也、守下敏行、島添亮[2]
- プロデューサー - 木下真梨子（テレビ東京）、中島叶（テレビ東京）、青木泰憲、元信克則、河添太[1]
- 制作 - テレビ東京、ユニオン映画[1]
- 制作協力 - オランジュ[1]
- 製作著作 - 「失踪人捜索班 消えた真実」製作委員会

## 放送日程
| 話数                                                         | 放送日  | サブタイトル           | 脚本     | 監督     | 視聴率 |
| ------------------------------------------------------------ | ------- | ---------------------- | -------- | -------- | ------ |
| episode.1                                                    | 4月11日 | 消えた妻               | 小峯裕之 | 池澤辰也 |        |
| episode.2                                                    | 4月18日 | 消えたセレブ妻         | 木江恭   | 池澤辰也 |        |
| episode.3                                                    | 4月25日 | 消えた資産家           | 木江恭   | 守下敏行 |        |
| episode.4                                                    | 5月02日 | 消えた目撃者           | 小峯裕之 | 守下敏行 |        |
| episode.5                                                    | 5月09日 | 消えたボイスレコーダー | 本村拓哉 | 池澤辰也 |        |
| episode.6                                                    | 5月16日 | 消えた仲間             | 本村拓哉 | 島添亮   |        |
| episode.7                                                    | 5月30日 | 消えた証言者           | 小峯裕之 | 池澤辰也 |        |
| episode.8                                                    | 6月06日 | 消えた真実             | 小峯裕之 | 池澤辰也 |        |
| （視聴率はビデオリサーチ調べ、関東地区・世帯・リアルタイム） |         |                        |          |          |        |

- 初回は21時 - 22時9分の15分拡大放送。
- 5月23日は『世界卓球2025』放送（18時25分 - 22時24分）のため、休止。